# Slag om Roanoke Island
De eerste fase in wat later de Burnside-expeditie zou worden genoemd is de Slag om Roanoke Island. Deze amfibische operatie tijdens de Amerikaanse Burgeroorlog vond plaats op 7 en 8 februari 1862 in de wateren voor de North Carolina Sounds. De Noordelijke invasiemacht bestond uit een flottielje kanonneerboten onder leiding van vlagofficier Louis M. Goldsborough, een tweede flottielje kanonneerboten die deel uitmaakte van het landleger en een legerdivisie die onder het bevel stond van brigadegeneraal Ambrose E. Burnside. De Zuidelijke strijdmacht bestond uit enkele kanonneerboten, de zogenaamde Mosquito Fleet onder leiding van kapitein William F. Lynch en ongeveer 2.000 soldaten onder leiding van brigadegeneraal Henry A. Wise. Vier forten en twee batterijen versterkten de verdediging van de regio. Tijdens de confrontatie was Wise gehospitaliseerd zodat zijn rechterhand, kolonel H. M. Shaw de leiding had over de verdediging.
De eerste dag bestond voornamelijk uit een artillerieduel tussen de Noordelijke kanonneerboten en de Zuidelijke forten afgewisseld door aanvallen van de Mosquito Fleet. Tegen de late namiddag werden de Noordelijke soldaten aan land gezet zonder enige tegenstand. Ook werden er zes houwitsers aan land gebracht die bemand werden door matrozen. Het was te laat op de dag om een aanval uit te voeren, dus werd er beslist om een kampement te maken.
De aanval werd geopend op de tweede dag. Deze aanval werd tegengehouden door een artilleriebatterij en een tegenaanval van de Zuidelijke infanterie. Bij een tweede aanval werden de Zuidelijke flanken overvleugeld en moesten ze zich terugtrekken naar de forten. De forten werden omsingeld. Kolonel Shaw gaf de strijd op om verder zinloos bloedvergieten te vermijden.

## Achtergrond en strategisch belang
Het noordoostelijk deel van North Carolina wordt beheerst door sounds. Dit zijn grote maar ondiepe wateroppervlaktes met brak en zout water. Hoewel ze één geheel vormen met hetzelfde waterpeil kunnen ze toch opgesplitst worden in verschillende regio's. De grootste is Palmico Sound, net na Hatteras Island. Ten noorden daarvan ligt Albermarle Sound die tot aan de grenzen van Virginia reikt. De verbinding tussen deze twee watermassa's wordt beheerst door Roanake Island. Het gedeelte tussen het eiland en het vasteland is bekend onder de naam Croatan Sound. Zowel het eiland als de Sound zijn ongeveer 16 km lang. Op het breedste punt is de Sound ongeveer 6,5 km wijd. Langs het oostelijk deel van het eiland ligt Roanake Sound die veel kleiner en ondieper is. Met andere woorden minder belangrijk.
Verschillende steden situeren zich langs de sounds zoals New Bern, Beaufort, Edenton en Elizabeth City. Andere nederzettingen konden bereikt worden via rivieren die in de sounds uitmonden. Tijdens het eerste jaar van het conflict bleef het merendeel van de sounds in Zuidelijke handen zodat handel mogelijk bleef. De sounds waren ook verbonden via de Albemarle en Chesapeake kanalen met Norfolk Virginia. De Slag bij Hatteras Inlet Batteries in augustus 1861 verstoorde de communicatie niet in die mate omdat de Noordelijken hun schepen niet in de ondiepe inhammen kregen.
Roanake Island was de sleutel tot de controle van de sounds. Indien de Noordelijken erin slaagden om de sounds te veroveren, konden de Zuidelijken deze onmogelijk veroveren omdat ze niet in staat waren om amfibische landingen uit te voeren. Wanneer de Noordelijke marine dit knooppunt kon innemen, waren alle andere nederzettingen eveneens kwetsbaar. De Zuidelijken zouden in een onhoudbare situatie gemanoeuvreerd worden. Ofwel zouden ze verschillende posities zonder een schot gelost te hebben moeten verlaten, ofwel moesten ze hun reeds minimale krachten veel te dun spreiden.

## Zuidelijke verdediging
Met de verdediging van Roanake Island werd een aanvang genomen op een eerder toevallig manier. Toen de Noordelijke vloot voor de kust van Hatteras Inlet verscheen, werd de 3de Georgia Infantry naar de forten gestuurd ter ondersteuning vanuit Norfolk. Tegen de tijd dat het regiment arriveerde bij de forten waren de forten al in Noordelijke handen. Dit regiment werd daarop naar Roanoke Island gestuurd. Daar bleven ze voor de volgende drie maanden terwijl ze halfslachtige pogingen ondernamen om Hatteras Island opnieuw te heroveren.
Er werden weinig bijkomende maatregelen getroffen om de positie op Roanoke Island te versterken. Alles veranderde toen in oktober brigadegeneraal Daniel H. Hill het commando kreeg over de kustverdediging in de sounds van North Carolina. Hij zette zijn soldaten aan het werk door aarden wallen op te werpen dwars door het eiland. Hij kreeg een ander commando voor de werken beëindigd waren. Kort na zijn vertrek werd het district in tweeën gedeeld. Het zuidelijke deel werd toegewezen aan brigadegeneraal Lawrence O’B. Branch. Brigadegeneraal Henry A. Wise kreeg het noordelijk deel toegewezen. Met andere woorden vielen Albemarle Sound en Roanake Island onder Wise’s commando, terwijl Pamlico Sound en de nederzettingen er buiten vielen. De beide generaals waren eveneens aan twee andere bevelhebbers hun verantwoording schuldig.
Wise was de bevelhebber geweest van het zogenaamde Wise Legioen. Zijn eenheid zou hem echter niet volgen naar zijn nieuwe functie. Het legioen werd opgegeven. Hij slaagde er wel in van twee van zijn oude regimenten bij zich te houden, namelijk de 46th en 59th Virginia. Daarnaast had hij het bevel gekregen over de 2nd, 8th en 17th North Carolina Infantry gekregen. Deze soldaten waren echter slecht uitgerust soms met niet meer dan hun eigen geweren. Alles bij elkaar had hij 1.400 soldaten onder zijn bevel. Het aantal gevechtsklare soldaten lag wel een vierde lager door de slechte levensomstandigheden. Wise smeekte de regering in Richmond om meer kanonnen te sturen, net zoals Hill dit gedaan had. Toen er uiteindelijk kanonnen arriveerden waren het er niet genoeg. De verschillende kanonnen werden verdeeld over de versterkte plaatsen in het noordelijke deel van het eiland. Het zuidelijk deel bleef praktisch onbeschermd.
De zuidelijke marine maakte eveneens deel uit van de verdediging. Zeven kanonneerboten met ongeveer tachtig vuurmonden vormden de Mosquito Fleet onder leiding van vlagofficier William F. Lynch. Wise was niet erg opgezet met deze vloot. Zowel de kanonnen als de bemanning was oorspronkelijk afkomstig van de verschillende forten. Toch zouden de Zuidelijke schepen een harde noot zijn om te kraken door de Noordelijken.

## Samenstelling van beide legers[7]

### Noordelijk leger
Coast Division (Brigadegeneraal Ambrose E. Burnside)
Eerste brigade (Brigadegeneraal John G. Foster)
10th Connecticut
23rd Massachusetts
24th Massachusetts
25th Massachusetts
27th Massachusetts
Tweede brigade (Brigadegeneraal Jesse L. Reno)
21st Massachusetts
9th New Jersey
51st New York
51st Pennsylvania
Derde brigade (Brigadegeneraal John G. Parke)
8th Connecticut
11th Connecticut (niet in de slag om Roanoke Island)
9th New York
4th Rhode Island
5th Rhode Island
eenheden die niet ingedeeld waren:
1st New York Marine Artillery
99th New York (Union Coast Guard)
Kanonneerboten van het leger:
Picket
Vidette
Hussar
Lancer
Ranger
Chasseur
Pioneer
Sentinel

### Noordelijke marine
North Atlantic Blockading Squadron (Vlagofficier Louis M. Goldsborough)
Philadelphia (niet ingezet tijdens de slag om Roanoke Island)
Stars and Stripes
Louisiana
Hetzel
Underwriter
Delaware
Commodore Perry
Valley City
Commodore Barney
Hunchback
Southfield (Vlaggenschip tijdens de slag)
Morse
Whitehead
Lockwood
Henry Brinker
Isaac N. Seymour
Ceres
Putnam
Shawsheen
Granite

### Zuidelijke leger
Brigadegeneraal Henry A. Wise (niet aanwezig wegens ziekte)
Kolonel. H. M. Shaw, tweede in rang
2nd North Carolina
8th North Carolina
17th North Carolina (3 compagniën)
31st North Carolina
46th Virginia
59th Virginia
(De Virginia regiments maakten deel uit van het Wise Legioen)

### Zuidelijke marine
"Mosquito Fleet" (Vlagofficier William F. Lynch)
Sea-Bird (Vlaggenschip)
Curlew (gezonken)
Ellis
Beaufort
Raleigh
Fanny
Forrest
Appomattox (niet ingezet tijdens de slag om Roanoke Island)
Black Warrior (schoener)

### Noordelijke voorbereidingen
Kort nadat Hatteras Inlet ingenomen was door de Noordelijken, promootte brigadegeneraal Ambrose E. Burnside een idee om een zogenaamde kustdivisie op te richten. Deze zou bestaan uit vissers, dokwerkers en andere mannen die in de kuststreek woonden en werkten. Hij redeneerde dat deze mannen reeds bekend waren met schepen zodat de opleiding voor amfibische operaties zeer gemakkelijk zou verlopen. Burnside was bevriend met de opperbevelhebber George B. McClellan zodat zijn idee aanhoord werd. Hoewel Burnside zijn toekomstige operaties in de Chesapeake Bay verwachtte, werd zijn idee door McClellan omgevormd naar een amfibische invasie van de kusten van North Carolina. Roanoke Island zou het eerste doel worden. Deze operatie zou bekend worden als de Burnside Expeditie.
Burnside deelde zijn recruiten in drie brigades in onder leiding van brigadegeneraal John G. Foster, brigadegeneraal Jesse L. Reno en brigadegeneraal John G. Parke. Begin januari telde zijn strijdmacht 13.000 soldaten.
Hoewel de marine de meeste schepen en kanonnen zou leveren, besliste Burnside om enkele kanonneerboten onder het bevel van het leger te plaatsen. Dit leidde tot concurrentie tussen de marine en het leger. Beiden hadden platbodem schepen nodig om het ondiepe water van de sounds binnen te varen. De aankoop van deze schepen verliep daarom met het nodige geruzie tussen beide partijen. De marine haalde telkens de beste schepen binnen waardoor het leger met de gammele en slechte schepen bleef zitten. Toen de expeditie van start ging telde de marine 20 boten en het leger 9. De armade werd verder versterkt met verschillende kanaalboten die omgebouwd waren tot drijvende houwitserstellingen beschermd met zandzakken en hooibalen. In het totaal telde de strijdmacht 108 stukken geschut.
Naast kanonneerboten kocht het leger ook transportschepen. De soldaten en de transportschepen werden verzameld in Annapolis. Op 5 januari 1862 werden de troepen ingescheept. Tegen 9 januari was alles klaar om te vertrekken. De verzamelplaats voor alle onderdelen was Fort Monroe bij de ingang van de Chesapeake Bay. Op 11 januari vertrokken alle schepen naar een onbekende bestemming. Alleen Burnside en zijn staf kenden de uiteindelijke bestemming. Op volle zee opende iedere scheepskapitein zijn verzegelde orders waarin te lezen viel dat ze richting Cape Hatteras moesten zeilen.

## De slag

### Van Chesapeake Bay naar Pamlico Sound
Voor veel soldaten was de oversteek naar Hatteras Inlet het ergste van de volledige campagne. Het was stormachtig weer. Velen werden zeeziek. Om zijn soldaten een hart onder de riem te steken verhuisde Burnside van zijn aangename kajuit op de George Peabody naar de kanonneerboot Picket. Dit was het meest onzeewaardige schip van de vloot. Omdat Burnside deelde in de ongemakken van zijn soldaten werd hij door zijn manschappen enorm gerespecteerd. Toen de storm volledig losbarstte, had hij in zijn binnenste spijt van zijn zet. Toch zou de Picket de overtocht veilig doormaken. Drie schepen hadden minder geluk zonken. De City of New York, beladen met voorraden, de Pocahontas, met paarden en de kanonneerboot van het leger de Zouave. Al het personeel aan boort van de schepen werd gered. De enige twee slachtoffers waren twee officieren van de 9th New Jersey. Hun sloep was gekapseisd na een bezoek aan het vlaggenschip.
Het vergde veel tijd om Palmico Sound in te varen via Hatteras Inlet. De sound was veel minder diep dan eerst gedacht. Verschillende schepen werden lichter gemaakt om binnen te varen. Andere schepen moesten hun lading lossen op Hatteras Island. De John Trucks voer zelfs terug naar het beginpunt met een volledig regiment aan boord. De 53th New York miste daardoor de actie. Tegen 4 februari was de vloot in Pamlico Sound geraakt.
Terwijl de invasievloot door de vaargeulen sukkelde, deden de Zuidelijken gewoonweg niets. Er werden geen versterkingen naar het eiland gestuurd of andere mogelijke doelwitten in de regio. Er waren ongeveer 1.400 soldaten beschikbaar op het eiland met 800 mannen in reserve bij Nag's Head. Op 1 februari werd generaal Wise ziek en moest tot 8 februari in bed blijven. Hoewel hij nog orders verstrekte, werd kolonel H.M. Shaw de bevelvoerende officier.

### Het bombardement op de eerste dag

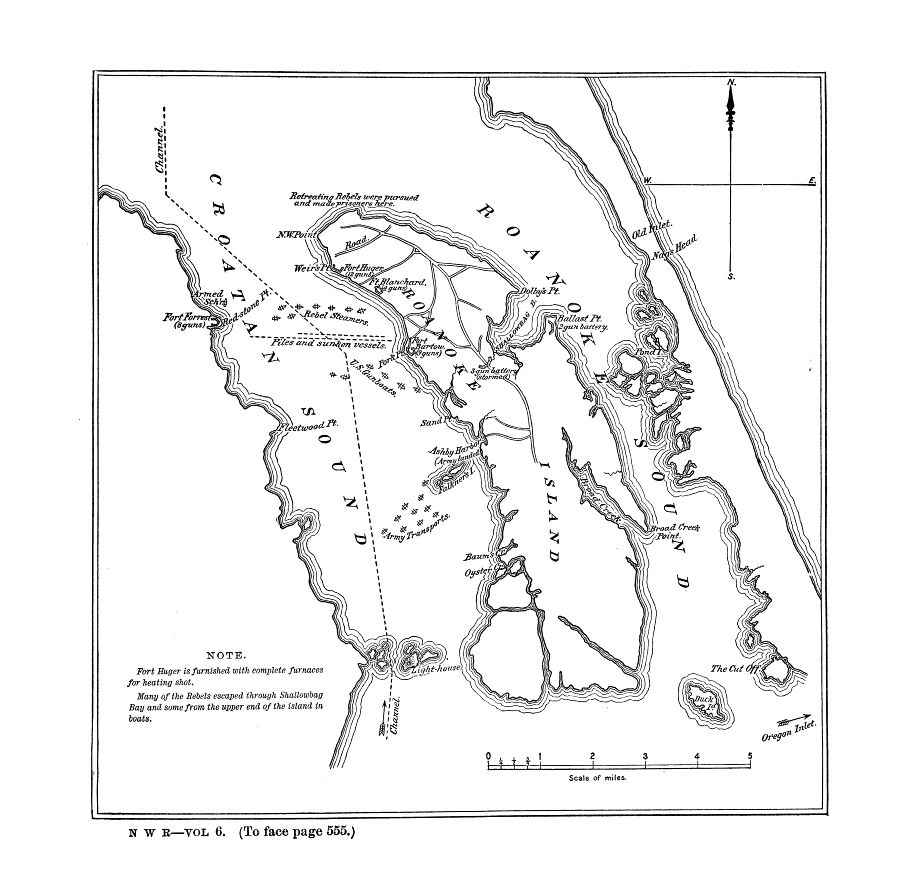
Kaart van Roanoke Island met de locatie van de forten en de vloot op 7 februari 1862

In de vroege morgen van 5 februari vertrok de vloot om tegen de avond het zuidelijk punt van Roanoke Island te bereiken. Daar wierp de vloot zijn ankers uit. De volgende dag was stormachtig met veel regen en wind. Het weer luwde tegen de 7de. De kanonneerboten namen hun posities in. De eerste schoten vielen op Ashby Harbor. Dit was een landingsplaats voor de infanterie. Er kwam geen tegenvuur, dus was dit deel al veilig. Het actieterrein van de boten werd verplaatst naar Croaton Sound. Daar werden de boten in twee groepen verdeeld. Een deel opende het vuur op Fort Bartow bij Pork Point. De andere boten namen zeven schepen van de Mosquito Fleet onder vuur. Rond de middag begon het hoofdbombardement.
De zwakte van de Zuidelijke stellingen kwam al snel aan het licht. Alleen de vier kanonnen van Fort Bartow slaagden erin het vijandelijke vuur te beantwoorden. De forten Huger en Blanchard konden niets doen. Fort Forrest werd onbruikbaar toen de CSS Curlew voor het fort aan de grond liep waardoor de kanonnen geen schootsveld meer hadden.
Ondanks de zware bombardementen waren de verliezen aan beide zijden klein. Verschillende Noordelijke schepen werden geraakt zonder echt beschadigt te zijn. De Mosquito Fleet leed ook geen verliezen. Door een tekort aan munitie moesten ze evenwel de strijd opgeven.
De transportschepen met begeleidende kanonneerboten waren intussen aangekomen bij Ashby Harbor, in het centraal deel van het eiland. Om 15.00u begonnen de eenheden aan land te gaan. Rond 16.00u kwamen de eerste soldaten aan land. Een 200 man sterke eenheid onder leiding van de Zuidelijke kolonel John V. Jordan (31st North Carolina) werd ontdek en kreeg de volle laag van de kanonneerboten. Tegen middernacht waren 10.000 soldaten aan land gebracht zonder verdere tegenstand. Er werden ook zes houwitsers aan land gebracht onder leiding van Benjamin H. Porter. De Noordelijken zetten hun tenten op verder in het binnenland voor de nacht.

### De Noordelijke opmars en de Zuidelijke overgave op de tweede dag
In de morgen van de 8 februari trokken de Noordelijken voorwaarts langs de enige weg op het eiland. De Eerste Brigade met de 25th Massachusetts vormde de voorhoede onmiddellijk gevolgd door de houwitsers. Hun opmars werd geblokkeerd door een barricade met 400 Zuidelijke soldaten. 230 meter daarachter wachtten er nog 1.000 Zuidelijken die als reserve dienden. Shaw kon maar een vierde van zijn strijdmacht opstellen omdat de uitgekozen plaats zeer nauw was. Het was omgeven door moerassen op beide flanken zodat Shaw zijn flanken niet versterkte.
De voorste eenheden van de Eerste Brigade stelden zich op om de vijand aan te vallen. De volgende twee uren vuurden de tegenstander op elkaar door een dikker wordende rookwolk. De 25th Massachusetts werd afgelost door de 10th Connecticut. Deze slaagden er evenmin in om een doorbraak te forceren. Er werd geen vooruitgang tot de Tweede Brigade arriveerde onder leiding van brigadegeneraal Jesse L. Reno. Hij stuurde zijn mannen naar de ‘ondoordringbare’ moerassen aan de vijandelijke rechterflank. Brigadegeneraal John G. Forster stuurde twee compagnieën naar de vijandelijke linkerflank. De Derde Brigade werd na aankomst onmiddellijk naar voren gestuurd als ondersteuning. Hoewel de actie tussen de twee aanvallen niet gecoördineerd werd, verschenen ze vrijwel gelijk uit de moerassen. De 21st Massachusetts, de 51st New York en de 9th New Jersey werden naar voor gestuurd om aan te vallen. De Zuidelijke linie stond op springen. De rest van de Noordelijke eenheden gingen tot de aanval over om de Zuidelijke linie op te rollen. Door deze aanval vanuit drie richtingen sloegen de Zuidelijke soldaten op de vlucht.
Kolonel Shaw gaf zich over omdat hij geen tweede verdedigingslinie en ondersteunende artillerie had. Naast de 1.400 soldaten werden alle kanonnen van de forten overgedragen aan de winnaars. Voor de strijd waren er twee extra bataljons gestuurd om de linie van Shaw te ondersteunen. Voor de slag kwamen ze te laat, maar niet om zich over te geven.Ongeveer 2.500 soldaten werden afgevoerd in krijgsgevangenschap.
De gevangenen niet meegerekend, waren de verliezen licht. De Noordelijken verloren 37 doden, 214 gewonden en 13 vermisten. De Zuidelijken hadden 23 doden, 58 gewonden en 62 vermisten te betreuren

## Gevolgen
Roanoke Island bleef voor de rest van het conflict in Noordelijke handen. Onmiddellijk na de slag passeerden de kanonneerboten de nu zwijgende forten naar Albemarle Sound. Bij de Slag bij Elizabeth City werd de Mosquito Fleet vernietigd. Het eiland werd de springplank voor de inname van New Bern en Fort Macon. Verschillende kleinere expedities namen de andere nederzettingen rond de sounds in. De Burnside Expeditie werd gestopt in juli toen Burnside terug geroepen werd naar Virginia om deel te nemen aan de Richmond campagne.
De rol in de oorlog van North Carolina was uitgespeeld. Uitgezonderd één of twee uitzonderingen gebeurde er niets meer tot het einde van de oorlog. Toen vond de Slag om Fort Fisher plaats die de laatste open haven van de Zuidelijke afsloot.